# 자유당 (1890년 일본)
자유당(自由黨)은 1890년 1월 21일 대동단결운동(大同團結運動)의 정점에서 오이 겐타로(大井憲太郞), 나이토 로이치(內藤魯一) 등이 구(舊)자유당원을 결집하여 조직한 일본의 정당이다.
1890년 8월 25일 이타가키 다이스케의 애국공당(愛國公黨)과 구자유당계의 대동구락부(大同俱樂部)가 통합되면서 경인구락부(庚寅俱樂部)가 결성되었다. 이를 중심으로 1890년 9월 입헌자유당(立憲自由黨)을 결성했으며 1891년 3월 다시 자유당으로 개칭했다.
자유당은 제1차 야마가타 내각에 대하여 '정비절감(政費節減)·민력휴양(民力休養)'을 슬로건으로 내세우고 대립했다. 1892년 제1차 마쓰카타 내각이 의회를 해산하고 선거 간섭을 자행했음에도 불구하고 선거에서는 항상 제1정당이 되었다. 1898년 6월 진보당(進步黨)과 합동하여 헌정당(憲政黨)을 결성했으나 곧 분열되어 1900년 구자유당계 주류는 입헌정우회(入憲政友會) 결성에 참가했다.